# Sigmund Lipinsky

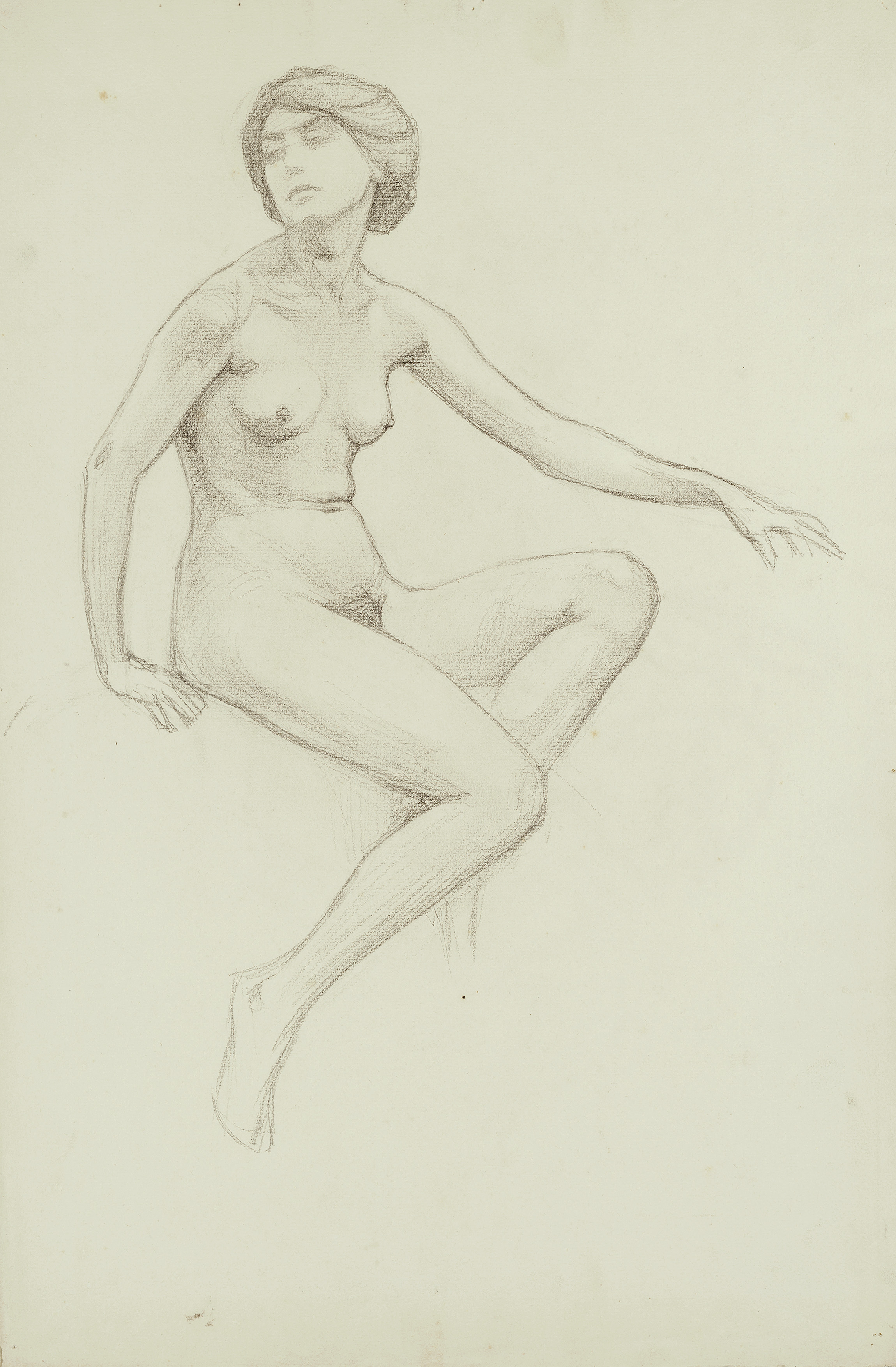
Sigmund Lipinsky: Sitzender weiblicher Akt, um 1912

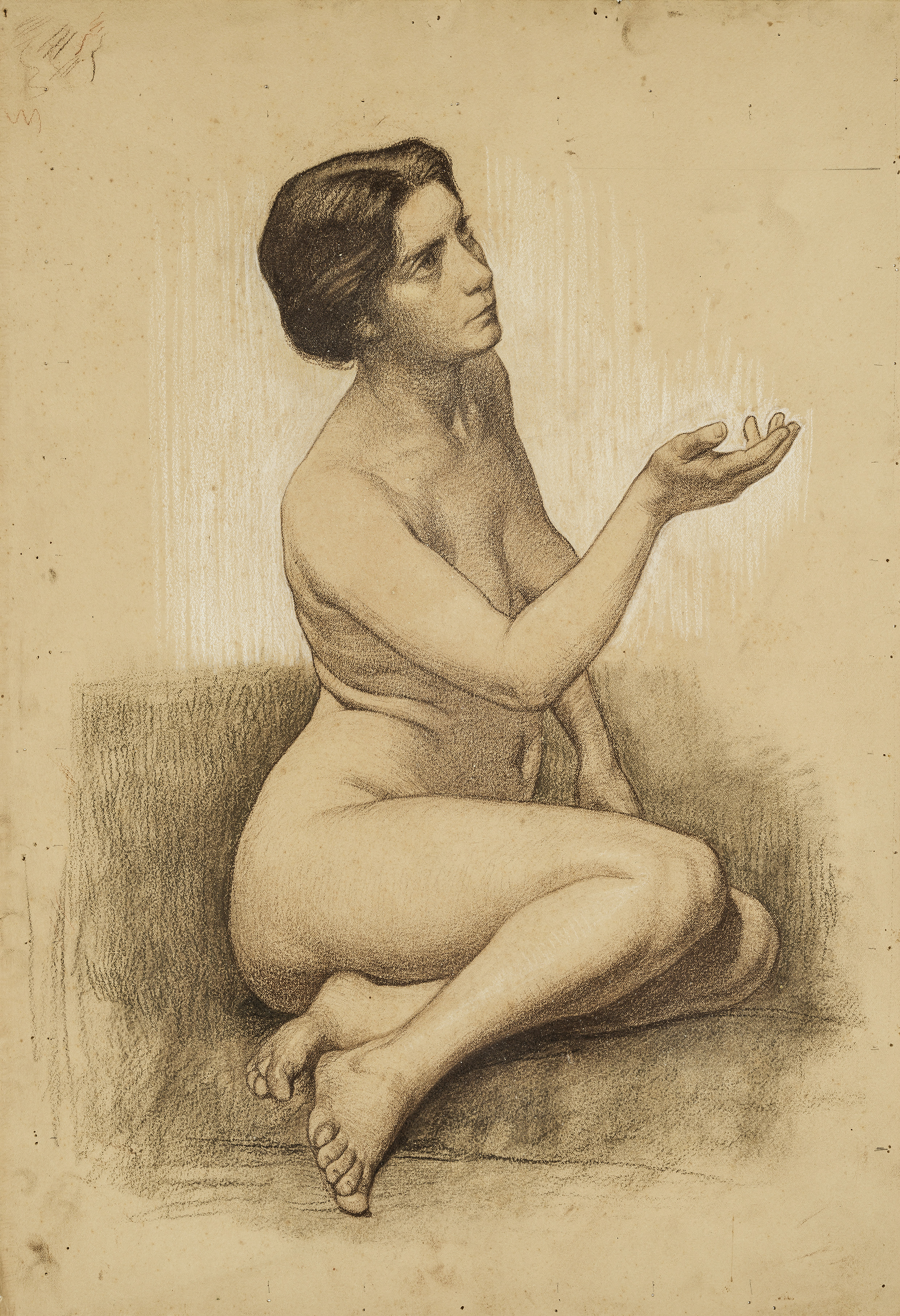
Sigmund Lipinsky: Kniender weiblicher Akt, um 1912

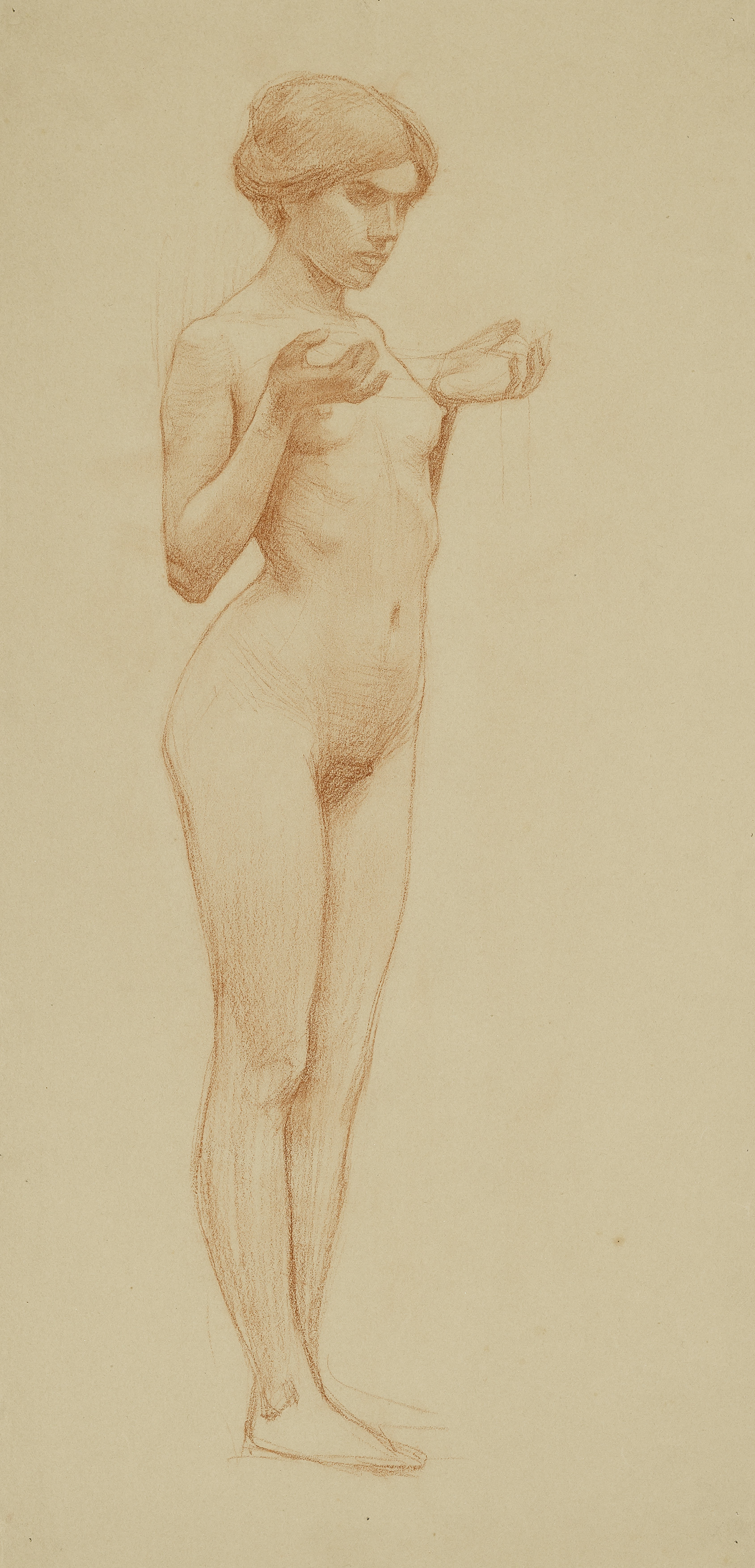
Sigmund Lipinsky: Stehender weiblicher Akt, um 1912

Sigmund Lipinsky (* 29. Juni 1873 in Graudenz; † 17. Februar 1940 in Rom) war ein deutscher Maler und Grafiker.

## Leben und Werk
Sigmund Lipinsky wuchs im westpreußischen Graudenz in der Herrenstraße 24 (heute ul. Pańska 15, Grudziądz, Polen) auf. Sein Vater, Isidore Lipinski (Izydor Lipiński), war Kaufmann und einer der jüngeren Söhne des polnischen Geigers und Komponisten Karol Józef Lipiński. Die Mutter Wilhelmina war eine Enkelin des Opernkomponisten Giacomo Meyerbeer. 1887 zog die Familie nach Berlin, wo Sigmund Lipinsky das Gymnasium in 1888 mit Abitur abschloss. Bis 1890 besuchte er eine Vorbereitungsklasse für das Kunststudium. Mit bestandener Aufnahmeprüfung an der Königlichen Akademie der Künste studierte er ab November 1890 unter der Leitung von Woldemar Friedrich, Josef Scheurenberg und Anton von Werner, dessen Meisterschüler er wurde.
1899 unternahm Lipinsky eine Reise in die Niederlande, wo er seine Kenntnisse auf dem Gebiet der graphischen Techniken ergänzte. Im selben Jahr gewann er den Wettbewerb für die Gestaltung von Fresken für das Schloss der Familie von Moltke in Kreisau in Schlesien und erhielt dafür den großen Staatspreis mit Rom-Stipendium. Von 1900 bis 1902 gewann Anton von Werner ihn für die Mitarbeit an den Entwürfen (Kartons) für die Ausgestaltung der Kuppel des Berliner Doms. In dieser Zeit, wohnhaft in der Knesebeckstraße Nr. 4 in Charlottenburg, heiratete Lipinsky die Violinistin Paula Klein, eine Tochter Anneliese wurde geboren, doch die Ehe war von kurzer Dauer.
Im Jahre 1902 verlegte Lipinsky 1902 seinen Wohnsitz von Berlin nach Rom und ließ sich zunächst in der Villa Strohl-Fern nieder. Eine Verlängerung des Aufenthalts konnte er, als Künstler mit jüdischer Herkunft, durch die Auszeichnung der Michael-Beer-Stiftung im Jahre 1904 finanzieren und beschloss 1905 in Rom zu bleiben, trat dem dortigen Deutschen Künstlerverein bei, und heiratete ein zweites Mal die künstlerisch talentierte Chilenin deutscher Herkunft Elinita Kümpel. Mit ihr hatte er drei Kinder. Die Sommer verbrachte er, wie andere Deutschrömer vor ihm, in der wilden Natur von Terracina. Angeregt durch Otto Greiner, mit welchem er befreundet war, und Max Klinger, zu deren Kreis auch Tyra Kleen in ihrer römischen Zeit gehörte, suchte Lipinsky Motive in der Mythologie und wandte sich dem Symbolismus zu. Er malte in Aquarell, Öl und zeichnete naturalistische Akte. „[…] der Naturalismus seiner Akte ist kaum zu überbieten, und man kann schon sagen, daß seit dem Tode Greiners, dem Lipinsky nahegestanden hat, nur wenige als Aktzeichner neben ihm bestehen dürften.“ Ab 1911 widmete er sich vermehrt der Radierung und dem Kupferstich, entwarf kunstvolle Briefköpfe und eine große Anzahl von Exlibris, und gründete die Sigmund Lipinsky Akademie, eine Mal- und Zeichenschule. Diese lag in der legendären Künstlerstraße Via Margutta Nr. 33 in der Nähe der Spanischen Treppe.
Der Aufenthalt in Rom wurde durch den Ersten Weltkrieg unterbrochen und Lipinsky war gezwungen, wie alle deutschen Künstler, Italien zu verlassen. Die Familie Lipinsky zog nach München in die Kaulbachstraße 34a. Hier kam er in Kontakt mit den Künstlern der Münchener Neue Secession, der Neuen Künstlervereinigung und der Berliner Neuen Secession. 1919 kehrte die Familie nach Rom zurück und Lipinsky gab zunächst Zeichenunterricht an der British Academy of Arts. Die Sommer wechselte er zwischen der Küste von Terracina und Capri. In seiner eigenen Akademie für Malerei, Grafik und Zeichnung hatte er zahlreiche Klassen, und widmete sich zugleich der Anatomie des Körpers. Im Jahre 1931 veröffentlichte er für Künstler die „Manuale Anatomico. Per la Studio Artistico del corpo umano“, ein Werk mit 25 Bildtafeln und Anhängen von anatomischen Namen.
Der Kunstsammler Herbert Wollmann (1870–1937), von 1906 bis 1935 Kanzler an der (erst Preußischen, dann) Deutsche Botschaft beim Heiligen Stuhl war ein Förderer und Freund der Familie Lipinsky. Mit der Gruppo Romano Incisori Artisti - GRIA (Gruppe der Römischen Kunstgraphiker), die er mitbegründet hatte, war Lipinsky auf zahlreichen Ausstellungen in Italien, Wien und Berlin vertreten. Die Grafik war nach und nach sein dominantes Fach geworden. Selten griff er zur Malerei zurück, darunter ein paar Porträts, Genre Kompositionen, mit darunter einer Reihe von Aquarellen, die das tägliche Leben der päpstlichen Schweizer Garde darstellt, und Skizzen von Landschaften.
Im Jahr 1939 ging er, aufgrund seiner sich verschlechternden Gesundheit, in die Schweiz. Sigmund Lipinsky verstarb im Februar 1940 in Rom, wo er auf dem Friedhof von Campo Verano begraben wurde. Seine Arbeiten befinden sich in öffentlichen Sammlungen in Rom, Florenz, Monaco, London, Berlin, New York, Los Angeles, Warschau und Graudenz.

## Familie
Sigmund Lipinsky heiratete in erster Ehe um 1900 Paula, geborene Klein (* 16. Juli 1876 in Königsberg), eine Tochter wurde geboren. In zweiter Ehe war er verheiratet mit Elinita, einer geborenen Kümpel (* 29. November 1875 in Valparaíso; † 23. November 1957 in Rom). Die Kinder aus dieser Ehe, wuchsen in der vitalen und kosmopolitische Atmosphäre der deutschen Gemeinde in Rom auf, und widmeten sich auch der Kunst.
1. Anneliese Lipinsky (* 21. April 1900 in Charlottenburg; † 10. Dezember 1966 in Rom)
2. Angelo Lipinsky (* 26. April 1904 in Rom; † 31. März 1986 ebenda) wurde Kunsthistoriker.[4]
3. Lino Sigismondo Lipinsky (* 14. Januar 1908 in Rom; † 11. August 1988 in Katonah, New York) war ein bekannter Grafiker, Maler und Kurator. Mit 17 Jahren erhielt er bereits die Ehre, vollwertiges Mitglied der GRIA (Gruppo Romano Incisori Artisti) zu werden. 1939 immigrierte er in die USA.[5]
4. Eva Lipinsky-Episcopo (* 4. April 1911 in Rom; † 16. Juni 1988) und übernahm nach dem Tod des Vaters die Leitung der Kunstschule, welche bis 1978 Bestand hatte. Sie heiratete den Arzt Ubaldo Episcopo, welcher das Haus im Jahre 1980 in der Via Margutta Nr. 33 kaufte (heute Hotel).[6]

## Werk (Auswahl)
- Die Quelle, 1900
- Pandora, 1911

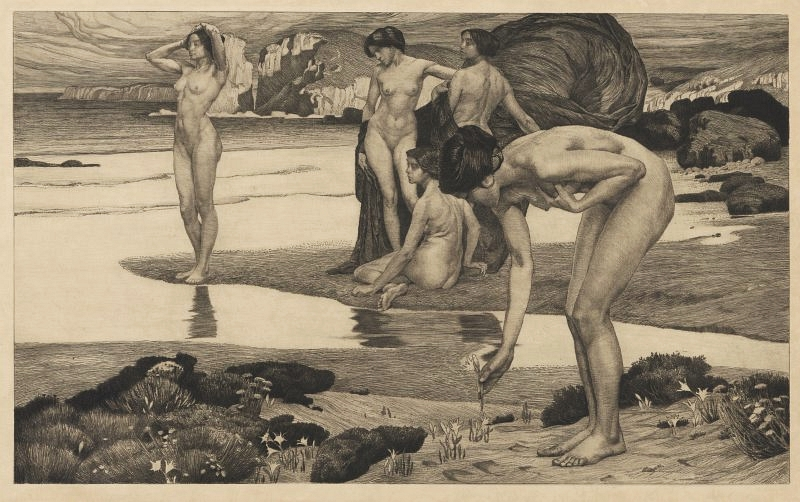
Mer calme, Radierung, 1912

- Mer calme (Meeresstille), 1911/1912
- Le Parche (Die Parzen), Radierung, 1914
- Die Italienerin, 1919
- Einsamer Garten, 1919
- Inter arma, 1920
- Il Concilio Degli Dei, 1923
- Lateinischer Strand, 1928
- Porträt Raoul Heinrich Francé, Radierung[7]
- Exlibris: Hermann Wenz[8]
- Exlibris: Vicente Bosch